# Hans Joachim Koppitz
Hans Joachim Koppitz (* 8. Februar 1924 in Baitzen, Provinz Niederschlesien; † 25. Oktober 2015) war ein deutscher Buchhistoriker und Buchwissenschaftler.

## Leben
Koppitz studierte Germanistik, Philologie und Bibliothekswissenschaften. 1954 wurde er zum Dr. phil. promoviert, der Titel der Dissertation lautete Wolframs Religiosität: Beobachtungen über das Verhältnis Wolframs von Eschenbach zur religiösen Tradition des Mittelalters. 1972 habilitierte er sich in Köln mit der Arbeit Studien zur Tradierung der weltlichen mittelhochdeutschen Epik im 15. und beginnenden 16. Jahrhundert (ISBN 3-7705-1190-5). 1973 wurde er zum außerplanmäßigen Professor an der Universität zu Köln berufen. Von 1976 bis zu seiner Emeritierung 1992 hatte er als Professor für Buch-, Schrift- und Druckwesen den Gutenberg-Lehrstuhl an der Johannes Gutenberg-Universität Mainz inne. Zudem war er Leiter des Instituts für Buchwesen der Universität Mainz. Er baute den Studiengang zur Verlagspraxis auf und engagierte sich für die Errichtung einer Lehrdruckerei an der Universität.
Einer seiner Forschungsschwerpunkte war die Vorgeschichte des modernen Urheberrechts, insbesondere zu den kaiserlichen Druckprivilegien bis 1806. Er war langjähriger Herausgeber des Gutenberg-Jahrbuches. Er hat zahlreiche wissenschaftliche Arbeiten, darunter 47 Bücher veröffentlicht.
Er initiierte ein Forschungsprojekt zur Entwicklung der hebräischen Typographie im deutschsprachigen Raum, das von der Deutschen Forschungsgemeinschaft (DFG) finanziert wurde.

## Schriften (Auswahl)
- Die kaiserlichen Druckprivilegien im Haus-, Hof- und Staatsarchiv Wien. Verzeichnis der Akten vom Anfang des 16. Jahrhunderts bis zum Ende des Deutschen Reichs (1806). Harrassowitz, Wiesbaden 2007, ISBN 978-3-447-05527-7.
  - Rezension von Josef Pauser in: Mitteilungen der VÖB, Jahrgang 61, 2008, Nummer 4, S. 172–175 (PDF; 336 kB).
- Verbotene Blätter. Tagebuchaufzeichnungen aus sowjetischer Kriegsgefangenschaft.  Scripta-Mercaturae-Verl., St. Katharinen 2004, ISBN 3-89590-153-9
- Grundzüge der Bibliographie. Verlag Dokumentation, München 1977. ISBN 3-7940-3182-2.